# رابرت کرام
رابرت دنیس کرام ((به انگلیسی: Robert Crumb)‎/krʌm/‎; متولد ۳۰ اوت ۱۹۴۳) کاریکاتوریست و نوازنده آمریکایی است. کار او معمولاً بیان‌کننده احساساتِ همدلی‌برانگیز با فرهنگ فولک آمریکایی در اواخر قرن نوزدهم و اوایل قرن بیستم و همچنین هجو فرهنگ آمریکای معاصر است.

## اوایل زندگی (۱۹۴۳–۱۹۶۶)
رابرت کرام متولد ۳۰ اوت سال ۱۹۴۳ در فیلادلفیا از یک خانواده کاتولیک با اجدادی انگلیسی و اسکاتلندی تبار است. پدر او چارلز وی. کرامب مؤلف کتاب آموزش مؤثر مردم و همچنین برای بیست سال تصویرگر جنگ در سپاه تفنگداران دریایی ایالات متحده آمریکا بوده است. مادر او با نام بئاتریس، بارها از قرصهای رژیمی و امفتامین استفاده می‌کرده است. چارلز و بئاتریس با هم خوشحال نبودند و بچه‌هایشان مدام شاهد جروبحث آن دو بودند. این زوج صاحب چهار فرزند دیگر بودند: چارلز جونیر (۱۹۴۲–۹۳) و راموس که هر دو از بیماری‌های روانی رنج می‌بردند و کارول و ساندرا (1946-1998). خانواده زمانی که رابرت دوازده سالش بود به میلفورد، دلاور، نقل مکان می‌کند.
در آنجا، او یک دانش آموز معمولی است که معلم‌هایش شدیداً از کشیدن کاریکاتور منعش می‌کنند.

با الهام از آثار انیمیشن والت کلی، برادران فلایشر و دیگران، کرامب و برادرانش، خودشان شروع به کشیدنِ کمیک می‌کنند. کارتونهای کرامب با فشارها و نقدهای مداوم برادر بزرگترش، چارلز، پیشرفت می‌کند. در سال ۱۹۵۸ برادران کرامب سه شماره از کمیک استریپ خودشان با عنوان فوو، که تقلیدی از هامبوگ و ماد اثر هاروی کورتزمن است، را منتشر می‌کنند. آن‌ها این شماره‌ها را به دروهمسایه می‌فروشند که موفقیت کوچکی برایشان به بار می‌آورد.
در پانزده سالگی کرامب، شیفتهٔ جمع کردنِ صفحه‌های موسیقی جز و بلوز متعلق به سال‌های ۱۹۲۰ تا ۱۹۴۰ می‌شود و در شانزده سالگی، مذهب کاتولیک را کنار می‌گذارد.

## دوران کار حرفه‌ای

### اوایل کار (۱۹۶۲–۱۹۶۶)
وقتی رابرت دبیرستان را تمام کرد و می‌خواست خانه را ترک کند، پدرش چهل دلار به او داد. اولین شغل او کشیدن کارت‌های خوشامد گویی برای سلام آمریکا بود. او برای چهار سال به این کار ادامه داد و بیش از صدها کارت در خط تولیدهای بروی شرکت، تولید کرد.